# Јоанис Лаврентис
Јоанис Лаврентис (грч. Ιωάννης Λαυρέντης)) је био грчки атлетичар, који је учествовао на првим Олимпијским играма 1896. у Атини.
Избор дванаест представника Грчке за маратонску трку направљен је кроз две квалификационе трке.
Прва квалификациона трка одржана је 10. марта 1896. као део Панхеленских спортских игара. Свих 12 такмичара били су чланови грчких спортских клубова. Позната су времена само првих 6 пласираних и не зна се ни да ли су остали завршили трку. Најбржи је био Харилаос Василакос са временом 3:18,00, а првих 6 освојили су место у грчком олимпијском тиму. Две недеље касније 24. марта одржана је трка названа Олимпијски избор. Овај пут такмичило се 38 атлетичара. Да би били изабрани у олимпијски тим, требало је да имају бољи резултат од победника Панхеленских игара. Поново су позната имена само првих 6 а најбољи је био Јоанис Лаврентис ре4зултатом 3:11,27.
Лаврентис је био један од 17 атлетичара који су 10. априла 1896. стартовали на маратонској трци. На двадесетом километру био је у водећој групи али је морао одустатии. Победио је Спиридон Луис.